# Немачка лака крстарица Кенигсберг
Крстарица Кенигсберг је била немачка лака крстарица изграђена пре Другог светског рата. Она је била први од 3 брода серије лаких крстарица класе Кенигсберг. 

## Служба
Први брод немачке серије лаких крстарица - Кенигсберг, поринут је у море 26. марта 1927. године и то уз велику свечаност. Дато му је име по рејдеру из Првог светског рата, па је зато на свечаност позвана супруга капетана првог Кенигсберга - фрау Лоф. Након мало више од две године, брод је примљен у флоту и замењује стару крстарицу Нимфе. Међутим, иако је уписан у списак флоте, брод је остао још неко време у бродоградилишту. Тек 15. октобра 1929. године крстарица Кенигсберг напушта бродоградилиште и постаје заставни брод снага на Балтичком мору, али прву пловидбу врши до Барселоне.
Средином децембра Кенигсберг је уписан у састав извиђачких снага и почиње да врши нормалну флотну службу. Дана, 4. фебруара 1930. године крстарица је преквалификована као школски артиљеријски брод. Следи серија школовања и поход до Шпаније и Португала. Брод се враћа у Немачку средином 1930. године и узима учешће у маневрима флоте. Након планираног ремонта, на брод се укрцава фелдмаршал Паул фон Хинденбург и прави посету луцу Лијепаја. По завршеном маневру у данском пролазу, крстарица је поново на ремонту. Почетком 1932. године завршен је ремонт и брод неко време служи као мета за торпедне чамце. У лето исте године крстарица Кенигсберг прави посету Стокхолму а затим и луци Кенигсберг (сада Калињинград). Након маневра у Хелголандском заливу и Северном мору, који су традиционалном за немачку флоту, следи планирани годишњи ремонт. Дана, 16. марта 1933. године на броду је замењена црно-црвено-жута застава Вајмарске републике са царском црно-бело-црвеном заставом. Маја месеца исте године крстарица учествује у поморској паради, а затим прави неколико краћих пловидби до Скандинавије и по Балтику.
Почетком 1934. године брод поново одлази на ремонт. У другом тромесечју те године крстрица учествује на маневрима и посећује луку Скапа Флоу, а затим луку Портсмут, заједно са крстарицом Лајпциг. Свега месец дана касније крстарица посећује Естонију. Следи учешће на маневрима торпедних снага, ремонт и поново школовање младих официра. У 1935. крстарица је уписана у списак флоте као школско артиљеријски брод, и каријера брода као заставног је завршена. Следе маневри торпедних снага немачке флоте, а од децембра 1935. учествује у блокади републиканске обале у Шпанији. Крајем 1936. године, Кенигсберг се труди да заустави брод републиканске флоте „Палое“ и након неуспеха задржава шпански брод „Марија Ункера“. Током 1937. године брод је оштећен паљбом са копна. Након дужег ремонте крстарица је поново на обуци, овог пута са подморницама адмирала Деница. Почетком Другог светског рата крстарица је у саставу извиђачких снага и врши поход обуке на Балтику а затим одлази на ремонт. Појава нужде за бродовима, наложила је брзи завршетак ремонта и укључивање брода у списак за операцију „Вежба на Везеру - Север“ - напад на Норвешку.
Заједно са лаком крстарицом Келн, школским бродом „Бремс“, базом за торпедне чамце „Карл Петер“, торпиљерима Волф и Леопард и 5 торпедних чамаца (С-19, С-21, С-22, С-23 и С-24), Кенигсберг чини 3. групу, која треба да нападне Берген. Мада норвешки град није био нарочито брањен као остала места где је требало да се искрца немачка војска, представљао је ипак велику опасност за немачке бродове. Растојање од британске луке Скапа Флоу били је свега 280 наутичких миља. Командант групе адмирал Шмунд, сагледава све могућности како да појача ударну моћ своје групе, но безуспешно. 
Борбена способност крстарице Кенигсберг била је у датом моменту ограничена. На крстарици се поред посаде налазило 735 немачких војника, командант поморских снага за западну Норвешку - адмирал Шредер са својим штабом и пуковник фон Штолберг - командант 159 пешадијског пука. Око 00:30 6. априла 1940. године, командант брода реферише да је крстарица спремна за испловљавање. Након скоро 24 сата, брод заједно са остатком групе испловљава и узима правац Бергена. При уласку у Би фјорд крстарица је гађана топовима 210 mm обалске артиљерије и задобија тежа оштећења. Ујутро 10. априла, последњег за крстарицу Кенигсберг, брод нападају 16 обрушавајућих бомбардера, подељених у две групе и постужу 3 поготка а још 3 падају у непосредној близини. На броду настају пожари који пале муницију и крстарица тоне. Гину 18 морнара а 33. је рањено. По заузимању Норвешке, Немци ваде из воде крстарицу Кенигсберг, но оштећења су толико велика да се неисплати поправка. Труп поново тоне током 1944. године и поново је извађен. Предлагало се да се брод претвори у пловећу противавионску батерију, међутим тај план није остварен. Након рата брод је сасечен у Бергену.

## Тактичко-техничке карактеристике
- Тежина:
  - 6.756 тона стандардни депласман
  - 7.700 тона пуни депласман
- Димензије:
  - Дужина: 174,00 метара
  - Ширина: 15,20 метара
  - Газ: 6.28 метара (средњи газ)
- Максимална брзина:
  - 32,1 чвора
- Погон: 6 котла ВМФ, 4 турбине 68.200 КС, дизел уређај МАН 1.800 КС
- Максимална даљина пловљења: 7.300 наутичких миља/ 17 чвора
- Количина горива: 1184 тона нафте и 261 тона дизела
- Наоружање:
  - Главна артиљерија: 3 × 3 топа 150 mm
  - Помоћна артиљерија: 6 × 1 топа 88 mm
  - Противавионска артиљерија: 4 × 2 топа 37 
  - Торпедне цеви: 4 x 3 533 mm
  - Авиони: 2 × Хеинкел Хе 60 или Арадо Ар 196
- Оклоп:
  - Оклопни појас: 30-50 
  - Палуба: 10-40 mm
  - Артиљеријске куле 150 : 20-30
- Посада: 820 официра и морнара